# Friedrich-Albert Richarz
Friedrich-Albert Richarz (* 3. November 1923 in Walheim (heute zu Aachen); † 21. Januar 2010 in Bingen) war ein Sanitätsoffizier der Bundeswehr. Als Admiralarzt war er vom 1. April 1982 bis zum 31. März 1984 Chefarzt des Bundeswehrzentralkrankenhauses Koblenz.

## Leben
Richarz trat im Oktober 1941 als Teil der Crew X/41 als Sanitätsoffizieranwärter bei der 7. Schiffsstammabteilung in Stralsund in die Wehrmacht ein. Er begann ein Medizinstudium an der Universitäten (Marineärztliche Akademien) in Tübingen und Straßburg. Am 1. Januar 1944 wurde er Marinesanitätsoberfähnrich. Ab November 1944 war er Hilfsarzt auf einem Begleitschiff in der 1. Sperrbrecherflottille. Von Mai bis September 1945 war er in britischer und US-amerikanischer Kriegsgefangenschaft.
Nach der Entlassung setzte Richarz das Studium der Humanmedizin fort. Er promovierte am 26. November 1948 an der Johannes Gutenberg-Universität Mainz mit dem Thema Der Nachweis von Opiaten im Harn zum Dr. med. Danach war er Praxisvertreter in Brugerbruc und Achern, Volontärassistent an den Kliniken Bingen und Mainz und Praxisassistent in Bingen. Von September 1957 bis Januar 1961 hatte er eine eigene Praxis.
Am 8. Januar 1962 trat Richarz als Marinestabsarzt in die Bundeswehr ein und wurde Geschwaderarzt der 3. Zerstörerflottille in Flensburg. und auf dem Zerstörer Z 4. Anschließend war er Schiffsarzt auf dem Schulschiff Deutschland, Lehrsanitätsstabsoffizier an der Marineschule Mürwik, Chef der Marinesanitätsstaffel beim Flottenkommando, deutscher Truppenarzt im Hospital im Hauptquartier SHAPE der NATO, Sanitätsstabsarzt im Verteidigungskreiskommando 452, Standortarzt in Mainz und Wehrbereichsarzt im Wehrbereichskommando IV in Mainz. Von Oktober 1977 bis August 1979 war er Leiter des Sanitätszentrums Bonn. In dieser Funktion lernte er im Dezember 1977 im Zuge der Tagung der Leitenden Sanitätsoffiziere der Bundeswehr Günter Kießling kennen, welcher mehrfach seine ärztliche Expertise suchte. Von 1979 bis 1982 war er Sanitätsgeneralarzt beim deutschen Anteil von SHAPE.
1982 übernahm Richarz die Leitung des Bundeswehrkrankenhauses Koblenz. Während seiner Zeit in Koblenz wurde Richarz 1984 vom damaligen Amtschef des Militärischen Abschirmdienstes (MAD), Helmut Behrendt, als belastender Zeuge in der Kießling-Affäre genannt. Zum 1. April 1984 trat er in den Ruhestand.
1981 wurde er mit dem Verdienstkreuz 1. Klasse ausgezeichnet.